# Onkisaari (ö i Södra Savolax, S:t Michel, lat 61,53, long 28,11)
Onkisaari är en ö i Finland. Den ligger i sjön Saimen och i kommunen Puumala i den ekonomiska regionen  S:t Michel och landskapet Södra Savolax, i den södra delen av landet, 230 km nordost om huvudstaden Helsingfors. Öns area är 1,8 hektar och dess största längd är 260 meter i nord-sydlig riktning.